# Luisa Tamanini
Luisa Tamanini (Trento, 31 gennaio 1980) è un'ex ciclista su strada italiana, professionista dal 1999 al 2013.

## Carriera
Iniziò a correre nel 1990, dopo aver praticato la danza, appassionandosi al ciclismo grazie al fratello Gianni. La sua prima squadra fu la SC Vallagarina Lloyd Italico, poi da juniores si trasferì in provincia di Varese per correre nella Ju Sport, squadra di Gorla Minore, dove militava anche Noemi Cantele.
Attiva tra le Elite dal 1999, nel 2003 ottenne le prime vittorie: prima il titolo nazionale a cronometro nella categoria Under-23, poi la classifica generale del Giro del Trentino. A queste seguirono una tappa del Tour Féminin en Limousin nel 2005 e la Giornata Rosa di Nove del 2007. Sempre nel 2007 fu seconda ai campionati nazionali in linea Elite, battuta da Eva Lechner.
Nel 2009 ai Giochi del Mediterraneo di Pescara vinse la medaglia d'oro nella corsa in linea; nella stessa stagione concluse seconda al Giro della Toscana. Si è ritirata dall'attività durante la stagione 2013.

## Palmarès
- 2003 (Team 2002 Aurora RSM, una vittoria)

Classifica generale Giro del Trentino
- 2004 (P.M.B. Fenixs - T2, una vittoria)

2ª tappa Tour Feminin de l'Ardeche (Annonay > Annonay)
- 2005 (Team Bianchi-Aliverti, una vittoria)

2ª tappa Tour en Limousin (Ahun > Ahun)
- 2009 (Menikini-Selle Italia, una vittoria)

Giochi del Mediterraneo, prova in linea

### Altri successi
- 2007 (Safi-Pasta Zara-Manhattan)

Giornata Rosa di Nove
- 2009 (Menikini-Selle Italia)

Classifica scalatori Giro del Trentino

## Piazzamenti

### Grandi Giri
- Giro d'Italia

2003: 16ª
2004: 107ª
2005: 41ª
2007: 17ª
2009: ritirata (9ª tappa)
2010: 67ª
- Grande Boucle Féminine

2000: 54ª
2003: 11ª

### Classiche monumento
- Giro delle Fiandre

2005: 13ª
2006: 15ª
2008: ritirata
2011: 80ª
2012: ritirata

### Competizioni mondiali
- Campionati del mondo su strada

Plouay 2000 - Cronometro Elite: 25ª
Madrid 2005 - In linea Elite: 85ª
Stoccarda 2007 - In linea Elite: 52ª
Mendrisio 2009 - In linea Elite: 47ª
Melbourne 2010 - In linea Elite: 36ª
- Campionati del mondo su pista

Manchester 2000 - Inseguimento individuale: 13ª
- Coppa del mondo

World Cup 2005: 22ª (58 punti)
World Cup 2006: 106ª (6 punti)

### Competizioni europee
- Campionati europei

Kielce 2000 - Cronometro Under-23: 4ª
Kielce 2000 - In linea Under-23: 34ª